# لوئیس آرکت
لویس آرکت (انگلیسی: Lewis Arquette; ۱۴ دسامبر ۱۹۳۵ – ۱۰ فوریهٔ ۲۰۰۱) یک هنرپیشه، فیلم‌نامه‌نویس، تهیه‌کننده، و بازیگر سینما اهل ایالات متحده آمریکا بود. وی بین سال‌های ۱۹۷۷ تا ۲۰۰۱ میلادی فعالیت می‌کرد.
از فیلم‌ها یا برنامه‌های تلویزیونی که وی در آن نقش داشته است می‌توان به اسلج همر!، جیغ ۲، هشداردهنده، سمت وحشی و حمله زن ۵۰ فوتی اشاره کرد. او در سال ۲۰۰۱ درگذشت.